# Bazia
Bazia (Basè in siciliano) è una frazione di 560 abitanti del comune di Naso, nella città metropolitana di Messina in Sicilia.

## Origine del nome
Dopo che gli Ebrei lasciarono Naso, le loro terre furono donate per la costruzione di un imponente Monastero dell'Ordine Cistercense, e che aveva annessa una bellissima Chiesa, della quale rimanevano i ruderi fino al 1630 di squallide, ma imponenti rovine con tracce di pitture e di marmi. Il Monastero, diede il nome alla contrada, che da allora fu chiamata terra dell'Abbazia, quindi semplicemente Abbazzia e poi Bazia, in siciliano Basè

## Storia
Fuori dalla cinta muraria di Naso, posta nella vallata che separa il Colle di Naso da quello di San Giacomo, si trova Bazia tipico esempio di quartiere ebraico.
Grazie al contributo della comunità ebraica dal '500 all'800 la lavorazione della maiolica giunge a Naso contribuendo all’incremento economico della Città di Naso. 
Fino a qualche decennio fa, infatti, Bazia costituiva il cuore commerciale di Naso, i suoi abitanti, praticavano i mestieri di tipica origine ebraica come tessitori, conciatori di pelli e gioielleri. La ceramica nasitana affonda, infatti, le sue radici in epoca rinascimentale quando la produzione di ceramica a Naso raggiunse sempre più elevati standard di qualità, grazie al maestro Girolamo Lazzaro, fino a far divenire Naso un grosso centro di produzione, quasi al pari di Caltagirone e Palermo. 

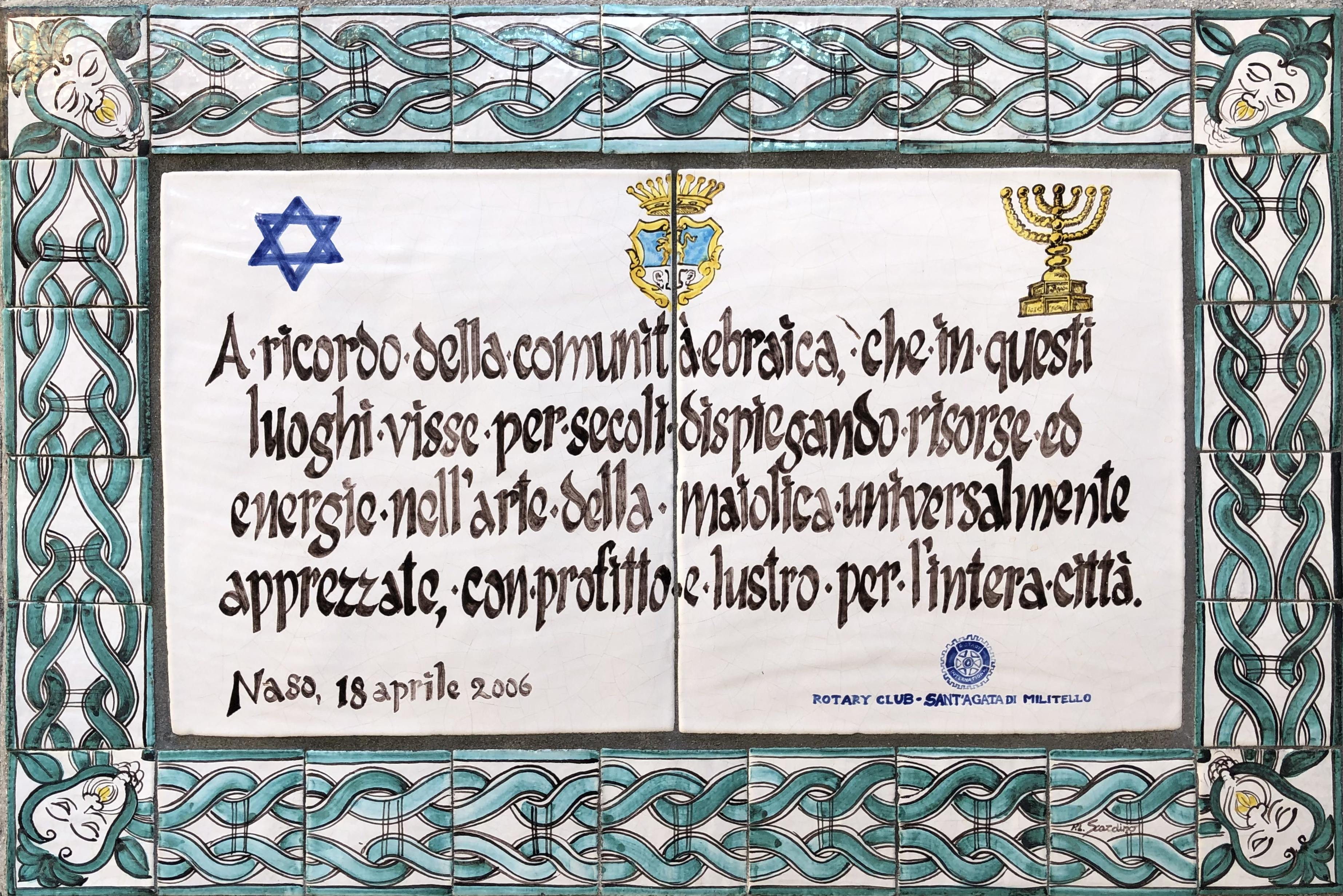

Ad oggi, purtroppo, l’arte della ceramica e della maiolica nasitana è quasi del tutto scomparsa, ma già da anni il  Comune di Naso sta cercando di invertire questa tendenza. Il Comune di Naso ha fatto ingresso nel circuito turistico - culturale del Museo della ceramica di Caltagirone, a pieno titolo nel gennaio 2012, realizzando un laboratorio Museo dove è possibile immergersi nell’arte maiolicara e nelle singole fasi di lavorazione, che sopravvivono grazie ad un ultimo maestro maiolicaro. Girando per le vie del borgo è possibile ammirare ancora alcune maioliche presenti nei basamenti dei portoni dei palazzi nobiliari, alcune maioliche sono invece conservate nel Museo d'Arte Sacra.

## Monumenti e luoghi d'interesse
- Chiesa di Maria SS. delle Catene, edificata intorno al XVII secolo.
- Chiesa Maria Santissima Annunziata
- Cappella "Beato Alfonso Maria de Liguori", edicola votiva recentemente restaurata dall'associazione Tempi di Recupero Onlus.
- Circolo "Società Mutuo Soccorso "LA CONCORDIA", edificato nel 1894, di particolare interesse artistico sono gli affreschi della sala principale.
- Sinagoga, esistente fino ai primi del '900 in via Monte Giudei.

## Galleria d’immagini

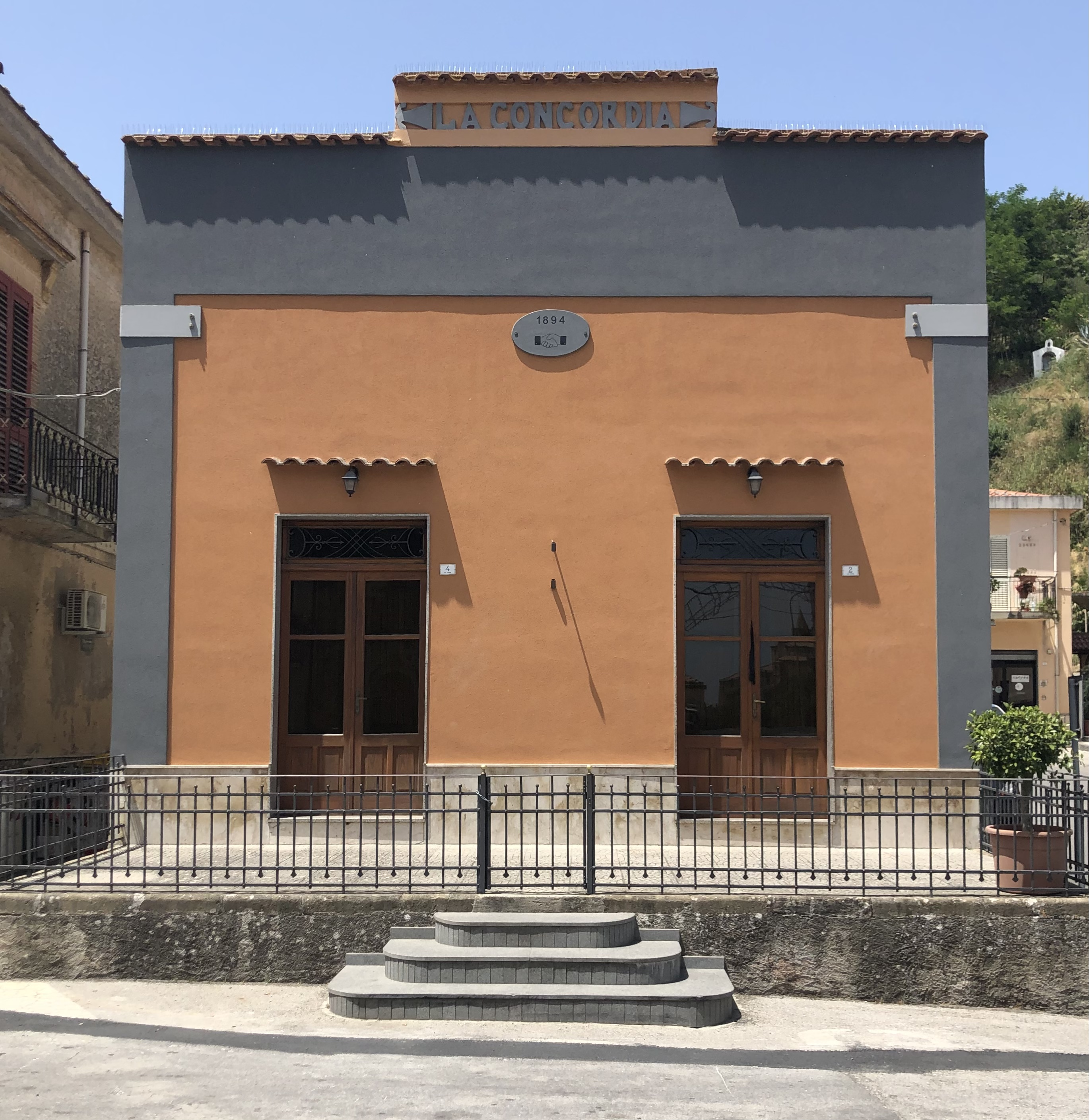
Il Circolo “La Concordia”